# Kloster Santa Maria di Roccamadore
Das Kloster Santa Maria di Roccamadore (Rocca-Amatoris) ist eine ehemalige Zisterzienserabtei in Sizilien, Italien. Es lag rund 6 km von Messina in der gleichnamigen Metropolitanstadt, in der Ortschaft Tremestieri (abgeleitet von Tre Monasteri – Drei Klöster).

## Geschichte
Der Graf von Paternò, Bartholomeus de Lucy, stiftete auf Grund eines Gelübdes im Jahr 1193 (oder 1197) das Kloster, das er den Zisterziensern überließ und nach der Kirche von Rocamadour im Quercy in Frankreich benannte. Der Gründungskonvent kam aus dem Kloster Novara di Sicilia, womit Roccamadore der Filiation der Primarabtei Clairvaux angehörte. Die Privilegien des Klosters wurden durch Kaiser Friedrich II. 1221 bestätigt. Um das Kloster entwickelte sich bald eine kleine Siedlung. Von ihm hingen die Zisterzienserniederlassungen bei den Kirchen Santo Spirito und San Vincenzo in Messina ab. 1488 fiel das Kloster in Kommende. Das der Kongregation des Hl. Bernhard angehörige Kloster wurde beim Erdbeben von 1783 stark beschädigt, so dass sich die Mönche in die Stadt in das von den Jesuiten verlassene Kollegium von San Nicolò dei Gentiluomini zurückzogen, überstand als einziges Zisterzienserkloster in Sizilien aber die Klosteraufhebungen in der Zeit nach der Französischen Revolution und wurde erst im Jahr 1861 durch das neue Königreich Italien aufgelöst. Jedoch verblieben einige Mönche weiterhin im Kloster, dessen Gebäude durch das Erdbeben von 1908 vollständig zerstört wurden.

## Anlage und Bauten
Von der Anlage mit einer großen kreuzförmigen Kirche mit zwei Seitenaltären, die nach 1861 verkauft und neu überbaut wurde, ist nichts erhalten.

## Äbte
- Bernardo (bis 1221)
- Benedetto (1221 bis 1248)
- Enrico di Roccamadore (1248 bis 1307)
- Matteo (1307 bis 1347)
- N. (1347 bis 1365)
- Guglielmo (1365 bis 1396)
- Nicola de Pirecta (1396 bis 1400)
- Angelo (1400 bis 1435)
- B. da Compagno (1435 bis 1466)
- N. (1466 bis 1488)
- Kommendataräbte:
- Kardinal Giovanni Albano (1488 bis 1506)
- Andrea (1506)
- Kardinal Pietro Isvaglio (1506 bis 1510)
- Carlo de Urrias, königlicher Kaplan (1510)
- Valeriano de Quiros (1517 bis 1518)
- Geronimo Bonomia aus Palermo (1518 bis 1541)
- Lopez de Soria (bis 1544)
- Giovanni Matteo Papardo aus Messina (1544 bis 1569)
- Oliviero Pignorio aus Neapel (1569 bis 1583)
- Nicola Severino aus Syrakus (1584 bis 1589)
- Silvestro Maurolico aus Messina (1589 bis 1614)
- Mario Cirino aus Messina (1614 bis ?)
- Gaspare Castiglia aus Palermo (bis 1619)
- unbekannt
- Kardinal Desiderio Scalia aus Cremona (1634 bis 1639)
- Kardinal Carlo Medici (1640 bis 1645)
- Kardinal Aloisio Moncada, Herzog von Montalto (bis 1671)
- Carlo Pio aus Ferrara (1672 bis 1686)
- Vincenzo Muni, königlicher Kaplan (1682)
- Giuseppe Guion, Bischof aus Frankreich
- Giuseppe Tommasi